# Hemixantha brunnea
Hemixantha brunnea är en tvåvingeart som beskrevs av Willi Hennig 1937. Hemixantha brunnea ingår i släktet Hemixantha och familjen Richardiidae.
Artens utbredningsområde är Peru. Inga underarter finns listade i Catalogue of Life.